# کیم بو روم
کیم بو روم (انگلیسی: Kim Bo-reum؛ زادهٔ ۶ فوریهٔ ۱۹۹۳) اسکیت‌باز سرعت، و اسکیت‌باز سرعت، اهل کره جنوبی است.